# مگیستوتریوم
مگیستوتریوم (نام علمی: Megistotherium) سرده‌ای از پستانداران گوشت‌خوار منقرض‌شده متعلق به خانواده کفتاردندانان و راسته گوشت‌دندان‌سانان است. این سرده تنها شامل یک گونه شناخته شده می‌شود که در سال ۱۹۷۳ میلادی توسط رابرت سوج دیرینه‌شناس اهل بریتانیا کشف و توصیف شد. مگیستوتریوم گوشت‌خواری متعلق به دور میوسن بود و سنگواره‌های آن در آفریقا و به طور مشخص کشورهای مصر، لیبی، کنیا، اوگاندا و نامیبیا کشف شده‌اند. این جانور یکی از بزرگ‌ترین پستانداران گوشت‌خوار تاریخ محسوب می‌شود.

## طبقه‌بندی
مگیستوتریوم مانند بیشتر درندگان پستاندار درشت‌اندام آغازین به راسته گوشت‌دندان‌سانان تعلق داشت. این راسته مدتی پس از رویداد انقراض کرتاسه-پالئوژن به وجود آمدند و توانستند جای خالی دایناسورهای گوشت‌خوار بزرگ را در اکوسیستم پر کنند. گوشت‌دندان‌سانان نخستین پستاندارانی بودند که دندان‌هایشان به طور ویژه برای بریدن و قطعه قطعه کردن گوشت سازگاری یافته بود و به این سبب این نام برای آن‌ها برگزیده شده‌است. این جانوران پیشتر به دلیل ساختار دندان‌هایشان به عنوان نیاکان گوشت‌خوارسانان در نظر گرفته می‌شدند اما اکنون تصور می‌شود که با پولک‌پوست‌سانان خویشاوندی نزدیک‌تری داشته باشند. دوره اوج شکوفایی گوشت‌دندان‌سانان مربوط به دور ائوسن بود و پس از این زمان به دلیل رقابت با خویشاوندان نزدیک خود یعنی گوشت‌خوارسانان به تدریج از تنوعشان کاسته شد و سرانجام در آغاز میوسن پسین به طور کامل منقرض شدند.

## توصیف
مگیستوتریوم حدود ۴ متر طول، ۱٫۵ متر ارتفاع و حدود ۵۰۰ کیلوگرم نیز وزن داشته است. جمجمه این جانور به تنهایی تا حدود ۶۶ سانتی‌متر نیز طول داشت و مانند سایر پستانداران گوشت‌خوار اولیه دارای آرواره‌ای بزرگ با دندان‌های برجسته و در عین حال مغزی کوچک بود. مشخص نیست که مگیستوتریوم شکارچی یا مردارخوار بوده اما اگر شکارچی بوده با توجه به ابعاد بزرگ بدن و آرواره‌اش می‌توانسته فیل‌سانان اولیه را نیز شکار کند. به ویژه آنکه جای دندان‌های آن بر روی استخوان‌های ماموتان کشف شده‌است.